# Évêché titulaire de Philadelphie-en-Arabie
Le diocèse de Philadelphie-en-Arabie (Dioecesis Philadelphiensis in Arabia) est un siège titulaire de l'Église catholique romaine. Il est issu d'un évêché disparu de la ville antique de Philadelphie (aujourd'hui Amman en Jordanie).

## Évêques titulaires
| Évêques titulaires de Philadelphie-en-Arabie |                                                     |                                                                                |                  |                  |
| Nr.                                          |                                                     | Poste                                                                          | du               | au               |
| 1                                            | Fabian Weickmann (de)                               | Évêque auxiliaire d'Eichstätt (Principauté épiscopale d'Eichstätt)             | 1514             | 29 novembre 1526 |
| 2                                            | Anton Braun (de)                                    | Évêque auxiliaire d'Eichstätt (Principauté épiscopale d'Eichstätt)             | 4 mai 1530       | 13 août 1540     |
| 3                                            | Leonhard Haller (de)                                | Évêque auxiliaire d'Eichstätt (Principauté épiscopale d'Eichstätt)             | 5 novembre 1540  | 25 mars 1570     |
| 4                                            | Wolfgang Holl (de)                                  | Évêque auxiliaire d'Eichstätt (Principauté épiscopale d'Eichstätt)             | 23 août 1570     | 4 septembre 1589 |
| 5                                            | Antonmaria Sauli                                    | Évêque coadjuteur de Gênes (Italie)                                            | 27 novembre 1585 | Décembre 1586    |
| 6                                            | Lorenz Eiszepf (de)                                 | Évêque auxiliaire d'Eichstätt (Principauté épiscopale d'Eichstätt)             | 22 janvier 1590  | 17 mars 1601     |
| 7                                            | Pierre Camelin                                      | Coadjuteur de Fréjus                                                           | 21 juin 1621     | 15 juin 1637     |
| 8                                            | François-Joseph de Grammont                         | plus tard archevêque de Besançon (France)                                      | 1686             | 17 août 1698     |
| 9                                            | Alessandro degli Abbati                             |                                                                                | 27 décembre 1728 |                  |
| 10                                           | Innocenzo Sanseverino Évêque titulaire pro hac vice | Évêque émérite d'Alife (Italie)                                                | 3 janvier 1757   | 10 juillet 1762  |
| 11                                           | Charles Antoine de Grady                            | Évêque auxiliaire de Liège (Belgique)                                          | 22 novembre 1763 | 9 juillet 1767   |
| 12                                           | Daniel Murphy (en)                                  | Vicaire apostolique d'Hyderabad (Inde), évêque coadjuteur d'Hobart (Australie) | 16 décembre 1845 | 8 mars 1866      |
| 13                                           | Luigi Giordani                                      | Évêque auxiliaire de Ferrare (Italie)                                          | 6 mars 1871      | 22 juin 1877     |
| 14                                           | Michele Fontevecchia                                | Évêque émérite de Sora-Aquino-Pontecorvo (Italie)                              | 19 avril 1952    | 16 janvier 1959  |
| 15                                           | Julian Groblicki (de)                               | Évêque auxiliaire de Cracovie (Pologne)                                        | 25 mai 1960      | 4 mai 1995       |